# Итаусу
Итаусу (порт. Itauçu)  —  муниципалитет в Бразилии, входит в штат Гояс. Составная часть мезорегиона Центр штата Гойас. Входит в экономико-статистический  микрорегион Анаполис. Население составляет 8170 человек на 2006 год. Занимает площадь 383,682 км². Плотность населения — 20,8 чел./км².
Праздник города — 11 октября.

## История
Город основан 11 октября 1949 года.

## Статистика
- Валовой внутренний продукт на 2003 год составляет 37 812 422,00 реалов (данные: Бразильский институт географии и статистики).
- Валовой внутренний продукт на душу населения на 2003 год составляет 4658,42 реалов (данные: Бразильский институт географии и статистики).
- Индекс развития человеческого потенциала на 2000 год составляет 0,742 (данные: Программа развития ООН).